# Exostema
Exostema es un género  de plantas con flores de la familia Rubiaceae. Se compone de árboles y arbustos, endémicos de la región neotropical, con la mayoría de las especies presentes en las Indias Occidentales. 

## Especies seleccionadas
- Exostema acuminatum
- Exostema angustifolium (Sw.) Schult. - quina de Surinam[2]
- Exostema australe
- Exostema barbatum
- Exostema brachycarpum (Sw.) Schult. - quina de Jamaica[2]
- Exostema caribaeum (Jacquin) Roemer & Schultes
- Exostema sanctae-luciae (Kentish) Britten - quina de la Martinica, quina de Santa Lucía, quina pitón de las Antillas.[2]

## Sinonimia
- Exostemma, Exostemon, Solenandra, Steudelago